# Comté de Wayne (Illinois)
Pour les articles homonymes, voir Comté de Wayne.
Le comté de Wayne est un comté situé dans l'État de l'Illinois, aux États-Unis. En 2000, sa population est de 17 151 habitants. Son siège est Fairfield.